# Clara María de Pomerania-Barth
Clara María de Pomerania-Barth (10 de julio de 1574 - 19 de febrero de 1623) fue un miembro de la Casa del Grifo y por su matrimonios duquesa de Mecklemburgo-Schwerin-Ivenack. Se casó en segundas nupcias con Augusto el Joven, entonces señor de Hitzacker y  que desde 1635 será príncipe de Brunswick-Wolfenbüttel, aunque ella nuca será princesa consorte al fallecer antes.
Nacida en Franzburg, era el segundo vástago e hija mayor del duque Bogislao XIII de Pomerania-Barth con su primera esposa, Clara de Brunswick-Luneburgo.

## Biografía
Clara María pertenecía a la última generación de la Casa del Grifo, que gobernaba el ducado de Pomerania desde el siglo XII; de sus diez hermanos, solo una hermana, Ana de Pomerania (por matrimonio Duquesa consorte de Croy y Havré), produjo descendencia.
En Barth el 7 de octubre de 1593, Clara María se casó por primera vez con Segismundo Augusto, hijo menor del duque Juan Alberto I de Mecklemburgo-Schwerin. Debido a la presunta "mente débil" de él, fue efectivamente desheredado por el testamento de su padre y se le concedió una pensión de 6000 florines, aunque recibió el derecho a vivir en las ciudades de Strelitz de Mirow e Ivenack pero sin gobierno real sobre ellas. Después de su matrimonio, Clara María residió en Ivenack con su marido, donde, después de casi siete años de unión sin hijos, él murió el 5 de septiembre de 1600.
En Strelitz el 13 de diciembre de 1607, Clara María se casó por segunda vez con Augusto el Joven, Señor de Hitzacker, hijo del duque Enrique de Brunswick-Dannenberg. Tuvieron dos hijos:
- Niña nacida muerta (Scharnebeck, 17 de abril de 1609).
- Niño nacido muerto (Hitzacker, 10 de mayo de 1610).

Clara María murió en Hitzacker a la edad de 48 años sin descendencia sobreviviente. Fue enterrada en la Iglesia de la Ciudad (Stadtkirche) en Dannenberg.